# Saison 2024 de l'équipe cycliste UAE Emirates
La saison 2024 de l'équipe cycliste UAE Emirates est la vingt-sixième de cette équipe, la septième sous ce nom.

## Coureurs et encadrement technique

### Effectif
| Coureur              | Date de Nais.     | Nationalité      | Équipe en 2023      | Vict. | Cont.             | Maillot dist.      |
| -------------------- | ----------------- | ---------------- | ------------------- | ----- | ----------------- | ------------------ |
| João Almeida         | 5 août 1998       | Portugal         | UAE Team Emirates   | 2     | 01/2022 - 12/2026 |                    |
| Igor Arrieta         | 8 décembre 2002   | Espagne          | Kern Pharma         | 0     | 01/2024 - 12/2026 |                    |
| Juan Ayuso           | 19 septembre 2002 | Espagne          | UAE Team Emirates   | 4     | 06/2021 - 12/2028 |                    |
| Filippo Baroncini    | 26 août 2000      | Italie           | Lidl-Trek           | 1     | 01/2024 - 12/2025 |                    |
| Sjoerd Bax           | 6 janvier 1996    | Pays-Bas         | UAE Team Emirates   | 0     | 01/2023 - 12/2024 |                    |
| Mikkel Bjerg         | 3 novembre 1998   | Danemark         | UAE Team Emirates   | 0     | 01/2020 - 12/2027 |                    |
| Jan Christen         | 24 juin 2004      | Suisse           | UAE Team Emirates   | 3     | 08/2023 - 12/2030 |                    |
| Alessandro Covi      | 28 septembre 1998 | Italie           | UAE Team Emirates   | 0     | 01/2020 - 12/2025 |                    |
| Isaac Del Toro       | 27 novembre 2003  | Mexique          | A.R. Monex          | 3     | 01/2024 - 12/2029 |                    |
| Finn Fisher-Black    | 21 décembre 2001  | Nouvelle-Zélande | UAE Team Emirates   | 3     | 07/2021 - 12/2024 |                    |
| Felix Großschartner  | 23 décembre 1993  | Autriche         | UAE Team Emirates   | 1     | 01/2023 - 12/2025 | - Contre-la-montre |
| Marc Hirschi         | 24 août 1998      | Suisse           | UAE Team Emirates   | 9     | 01/2021 - 12/2024 |                    |
| Álvaro Hodeg         | 16 septembre 1996 | Colombie         | UAE Team Emirates   | 0     | 01/2022 - 12/2024 |                    |
| Vegard Stake Laengen | 7 février 1989    | Norvège          | UAE Team Emirates   | 0     | 01/2017 - 12/2025 |                    |
| Rafał Majka          | 12 septembre 1989 | Pologne          | UAE Team Emirates   | 0     | 01/2021 - 12/2025 |                    |
| Brandon McNulty      | 2 avril 1998      | États-Unis       | UAE Team Emirates   | 9     | 01/2020 - 12/2027 | - Contre-la-montre |
| Sebastián Molano     | 4 novembre 1994   | Colombie         | UAE Team Emirates   | 1     | 01/2019 - 12/2026 |                    |
| António Morgado      | 28 janvier 2004   | Portugal         | Hagens Berman Axeon | 3     | 01/2024 - 12/2027 | - Contre-la-montre |
| Domen Novak          | 12 juillet 1995   | Slovénie         | UAE Team Emirates   | 1     | 01/2023 - 12/2027 | - Route            |
| Ivo Oliveira         | 5 septembre 1996  | Portugal         | UAE Team Emirates   | 0     | 01/2019 - 12/2027 |                    |
| Rui Oliveira         | 5 septembre 1996  | Portugal         | UAE Team Emirates   | 0     | 01/2019 - 12/2027 |                    |
| Tadej Pogačar        | 21 septembre 1998 | Slovénie         | UAE Team Emirates   | 25    | 01/2019 - 12/2030 | - Route            |
| Nils Politt          | 6 mars 1994       | Allemagne        | Bora-Hansgrohe      | 1     | 01/2024 - 12/2026 | - Contre-la-montre |
| Pavel Sivakov        | 11 juillet 1997   | France           | Ineos Grenadiers    | 1     | 01/2024 - 12/2026 |                    |
| Marc Soler           | 22 novembre 1993  | Espagne          | UAE Team Emirates   | 1     | 01/2022 - 12/2027 |                    |
| Diego Ulissi         | 15 juillet 1989   | Italie           | UAE Team Emirates   | 3     | 01/2010 - 12/2024 |                    |
| Jay Vine             | 16 novembre 1995  | Australie        | UAE Team Emirates   | 1     | 01/2023 - 12/2027 |                    |
| Michael Vink         | 22 novembre 1991  | Nouvelle-Zélande | UAE Team Emirates   | 0     | 01/2023 - 12/2024 |                    |
| Tim Wellens          | 10 mai 1991       | Belgique         | UAE Team Emirates   | 3     | 01/2023 - 12/2025 | - Contre-la-montre |
| Adam Yates           | 7 août 1992       | Royaume-Uni      | UAE Team Emirates   | 6     | 01/2023 - 12/2025 |                    |

### Encadrement technique
| Poste                          | Identité |
| ------------------------------ | --- |
| Manager général                | Mauro Gianetti |
| Directeur sportif              | Joxean Fernández Matxín |
| Assistants directeurs sportifs | Andrej Hauptman, Bruno Vicino, Fabio Baldato, Fabrizio Guidi, Jan Polanc, José Teixeira, Manuele Mori, Marco Marcato, Marco Marzano, Roberto San Emeterio Garcia, Simone Pedrazzini, Tomás Gil, Yousif Mirza |

## Champions nationaux, continentaux et mondiaux
| Date              | Course                                                               | Maillot | Coureurs            | Pays       | Lieu                 |
| ----------------- | -------------------------------------------------------------------- | ------- | ------------------- | ---------- | -------------------- |
| 15 mai 2024       | Championnat des États-Unis du contre-la-montre                       |         | Brandon McNulty     | États-Unis | Charleston           |
| 20 juin 2024      | Championnat de Belgique du contre-la-montre                          |         | Tim Wellens         | Belgique   | Binche               |
| 21 juin 2024      | Championnat d'Allemagne du contre-la-montre                          |         | Nils Politt         | Allemagne  | Bad Dürrheim         |
| 21 juin 2024      | Championnat d'Autriche du contre-la-montre                           |         | Felix Großschartner | Autriche   | Königswiesen         |
| 21 juin 2024      | Championnat du Portugal du contre-la-montre                          |         | António Morgado     | Portugal   | Santa Maria da Feira |
| 23 juin 2024      | Championnat de Slovénie de cyclisme sur route                        |         | Domen Novak         | Slovénie   | Trebnje              |
| 25 septembre 2024 | Championnats du Monde - Contre-la-montre par équipes en relais mixte |         | Jay Vine            | Suisse     | Zurich               |
| 29 septembre 2024 | Championnats du Monde - Course en ligne                              |         | Tadej Pogačar       | Suisse     | Zurich               |

## Classement UCI par équipes
Le classement UCI par équipes se calcule en comptabilisant les points des 20 meilleurs coureurs de l'équipe. Ce classement est calculé avec les points acquis lors de l'année civile. Au terme d'une période de trois ans (2023-2025), les dix-huit meilleures équipes recevront une licence World Tour pour la prochaine période (2026-2028).
| Classement UCI (par équipes) au 20 octobre 2024 | Classement UCI (par équipes) au 20 octobre 2024 | Classement UCI (par équipes) au 20 octobre 2024 | Classement UCI (par équipes) au 20 octobre 2024 | Classement UCI (par équipes) au 20 octobre 2024 |
| #                                               | Équipe                                          | 2024                                            | Diff.                                           |                                                 |
| ----------------------------------------------- | ----------------------------------------------- | ----------------------------------------------- | ----------------------------------------------- | ----------------------------------------------- |
| 1                                               | UAE Team Emirates                               | 37407,60                                        | -                                               |                                                 |
| 2                                               | Team Visma-Lease a Bike                         | 20427,98                                        | 16979,62                                        |                                                 |
| 3                                               | Soudal Quick-Step                               | 18153,97                                        | 2274,01                                         |                                                 |
| 4                                               | Lidl-Trek                                       | 17989,00                                        | 164,97                                          |                                                 |
| 5                                               | Red Bull-Bora-Hansgrohe                         | 16894,33                                        | 1094,67                                         |                                                 |
| 6                                               | Decathlon AG2R La Mondiale                      | 15930,84                                        | 963,39                                          |                                                 |
| 7                                               | Ineos Grenadiers                                | 15547,97                                        | 382,87                                          |                                                 |
| 8                                               | Alpecin-Deceuninck                              | 15020,00                                        | 527,97                                          |                                                 |
| 9                                               | Lotto Dstny                                     | 12579,29                                        | 2440,71                                         |                                                 |
| 10                                              | Groupama-FDJ                                    | 12357,00                                        | 222,29                                          |                                                 |
| 11                                              | Israel-Premier Tech                             | 11723,33                                        | 633,67                                          |                                                 |
| 12                                              | EF Education-EasyPost                           | 11594,95                                        | 128,38                                          |                                                 |
| 13                                              | Movistar Team                                   | 10879,00                                        | 715,95                                          |                                                 |
| 14                                              | Jayco AlUla                                     | 10625,30                                        | 253,70                                          |                                                 |
| 15                                              | Intermarché-Wanty                               | 9915,00                                         | 710,30                                          |                                                 |
| 16                                              | Team dsm-firmenich PostNL                       | 9646,63                                         | 268,37                                          |                                                 |
| 17                                              | Bahrain Victorious                              | 9547,16                                         | 99,47                                           |                                                 |
| 18                                              | Uno-X Mobility                                  | 8938,67                                         | 608,49                                          |                                                 |
| 19                                              | Arkéa-B&B Hotels                                | 8735,00                                         | 203,67                                          |                                                 |
| 20                                              | Cofidis                                         | 7889,84                                         | 845,16                                          |                                                 |
| 21                                              | Astana Qazaqstan Team                           | 6563,24                                         | 1326,60                                         |                                                 |
| 22                                              | Tudor Pro Cycling Team                          | 5753,33                                         | 809,91                                          |                                                 |

| Liste des vingt coureurs marquant des points pour le classement UCI par équipes 2024. | Liste des vingt coureurs marquant des points pour le classement UCI par équipes 2024. | Liste des vingt coureurs marquant des points pour le classement UCI par équipes 2024. |
| #                                                                                     | Coureur                                                                               | Points                                                                                |
| ------------------------------------------------------------------------------------- | ------------------------------------------------------------------------------------- | ------------------------------------------------------------------------------------- |
| 1                                                                                     | Tadej Pogačar                                                                         | 11655,00                                                                              |
| 2                                                                                     | Marc Hirschi                                                                          | 3568,00                                                                               |
| 3                                                                                     | Brandon McNulty                                                                       | 2247,90                                                                               |
| 4                                                                                     | Adam Yates                                                                            | 2243,00                                                                               |
| 5                                                                                     | Juan Ayuso                                                                            | 2083,00                                                                               |
| 6                                                                                     | João Almeida                                                                          | 2079,57                                                                               |
| 7                                                                                     | Tim Wellens                                                                           | 1616,00                                                                               |
| 8                                                                                     | Nils Politt                                                                           | 1535,90                                                                               |
| 9                                                                                     | Diego Ulissi                                                                          | 1472,00                                                                               |
| 10                                                                                    | Isaac Del Toro                                                                        | 1340,00                                                                               |
| 11                                                                                    | Pavel Sivakov                                                                         | 1103,00                                                                               |
| 12                                                                                    | Marc Soler                                                                            | 981,57                                                                                |
| 13                                                                                    | Jan Christen                                                                          | 916,00                                                                                |
| 14                                                                                    | Mikkel Bjerg                                                                          | 868,81                                                                                |
| 15                                                                                    | Jay Vine                                                                              | 809,57                                                                                |
| 16                                                                                    | António Morgado                                                                       | 756,00                                                                                |
| 17                                                                                    | Finn Fisher-Black                                                                     | 590,71                                                                                |
| 18                                                                                    | Filippo Baroncini                                                                     | 570,00                                                                                |
| 19                                                                                    | Sebastián Molano                                                                      | 489,00                                                                                |
| 20                                                                                    | Felix Großschartner                                                                   | 482,57                                                                                |
| TOTAL                                                                                 | TOTAL                                                                                 | 37407,60                                                                              |

| Classement UCI (par équipes) pour les années 2023 et 2024. | Classement UCI (par équipes) pour les années 2023 et 2024. | Classement UCI (par équipes) pour les années 2023 et 2024. | Classement UCI (par équipes) pour les années 2023 et 2024. | Classement UCI (par équipes) pour les années 2023 et 2024. | Classement UCI (par équipes) pour les années 2023 et 2024. |
| #                                                          | Équipe                                                     | 2023                                                       | 2024                                                       | Total                                                      | Diff.                                                      |
| ---------------------------------------------------------- | ---------------------------------------------------------- | ---------------------------------------------------------- | ---------------------------------------------------------- | ---------------------------------------------------------- | ---------------------------------------------------------- |
| 1                                                          | UAE Team Emirates                                          | 30963,18                                                   | 37407,60                                                   | 68370,78                                                   | -                                                          |
| 2                                                          | Team Visma-Lease a Bike                                    | 29654,45                                                   | 20427,98                                                   | 50082,43                                                   | 18288,35                                                   |
| 3                                                          | Soudal Quick-Step                                          | 18702,85                                                   | 18153,97                                                   | 36856,82                                                   | 13225,61                                                   |
| 4                                                          | Lidl-Trek                                                  | 16054,45                                                   | 17989,00                                                   | 34043,45                                                   | 2813,37                                                    |
| 5                                                          | Ineos Grenadiers                                           | 17760,93                                                   | 15547,97                                                   | 33308,90                                                   | 734,55                                                     |
| 6                                                          | Red Bull-Bora-Hansgrohe                                    | 13325,13                                                   | 16894,33                                                   | 30219,46                                                   | 3089,44                                                    |
| 7                                                          | Alpecin-Deceuninck                                         | 14519,25                                                   | 15020,00                                                   | 29539,25                                                   | 680,21                                                     |
| 8                                                          | Groupama-FDJ                                               | 14834,51                                                   | 12357,00                                                   | 27191,51                                                   | 2347,74                                                    |
| 9                                                          | Lotto Dstny                                                | 14112,83                                                   | 12579,29                                                   | 26692,12                                                   | 499,39                                                     |
| 10                                                         | Bahrain Victorious                                         | 15787,81                                                   | 9547,16                                                    | 25334,97                                                   | 1357,15                                                    |
| 11                                                         | Decathlon AG2R La Mondiale                                 | 9096,00                                                    | 15930,84                                                   | 25026,84                                                   | 308,13                                                     |
| 12                                                         | EF Education-EasyPost                                      | 11818,69                                                   | 11594,95                                                   | 23413,64                                                   | 1613,20                                                    |
| 13                                                         | Movistar Team                                              | 10989,53                                                   | 10879,00                                                   | 21868,53                                                   | 1545,11                                                    |
| 14                                                         | Israel-Premier Tech                                        | 10022,00                                                   | 11723,33                                                   | 21745,33                                                   | 123,20                                                     |
| 15                                                         | Jayco AlUla                                                | 10737,65                                                   | 10625,30                                                   | 21362,95                                                   | 382,38                                                     |
| 16                                                         | Intermarché-Wanty                                          | 10492,28                                                   | 9915,00                                                    | 20407,28                                                   | 955,67                                                     |
| 17                                                         | Team dsm-firmenich PostNL                                  | 9102,20                                                    | 9646,63                                                    | 18748,83                                                   | 1658,45                                                    |
| 18                                                         | Cofidis                                                    | 10437,41                                                   | 7889,84                                                    | 18327,25                                                   | 421,58                                                     |
| 19                                                         | Arkéa-B&B Hotels                                           | 7229,00                                                    | 8735,00                                                    | 15964,00                                                   | 2363,25                                                    |
| 20                                                         | Uno-X Mobility                                             | 6569,00                                                    | 8938,67                                                    | 15507,67                                                   | 456,33                                                     |
| 21                                                         | Astana Qazaqstan Team                                      | 7044,44                                                    | 6563,24                                                    | 13607,68                                                   | 1899,99                                                    |
| 22                                                         | TotalEnergies                                              | 5765,00                                                    | 4897,00                                                    | 10662,00                                                   | 2945,68                                                    |

## Classement UCI individuel en fin de saison
| 1  | Tadej Pogačar   | 11655,00 |
| 6  | Marc Hirschi    | 3568,00  |
| 21 | Brandon McNulty | 2247,90  |
| 22 | Adam Yates      | 2243,00  |
| 25 | Juan Ayuso      | 2083,00  |
| 26 | João Almeida    | 2079,57  |
| 41 | Tim Wellens     | 1616,00  |
| 44 | Nils Politt     | 1535,90  |
| 49 | Diego Ulissi    | 1472,00  |
| 57 | Isaac Del Toro  | 1340,00  |

| 78  | Pavel Sivakov       | 1103,00 |
| 92  | Marc Soler          | 981,57  |
| 102 | Jan Christen        | 916,00  |
| 111 | Mikkel Bjerg        | 868,81  |
| 118 | Jay Vine            | 809,57  |
| 129 | António Morgado     | 756,00  |
| 169 | Finn Fisher-Black   | 590,71  |
| 178 | Filippo Baroncini   | 570,00  |
| 209 | Sebastián Molano    | 489,00  |
| 211 | Felix Großschartner | 482,57  |

| 259  | Rafał Majka          | 348,00 |
| 273  | Rui Oliveira         | 331,14 |
| 645  | Igor Arrieta         | 184,00 |
| 483  | Alessandro Covi      | 172,00 |
| 504  | Ivo Oliveira         | 163,14 |
| 576  | Domen Novak          | 132,14 |
| 1013 | Sjoerd Bax           | 56,14  |
| 2721 | Vegard Stake Laengen | 3,00   |
| 3375 | Álvaro Hodeg         | 0,14   |